# Almas (críptido)
Los almas (voz mongola) son un mito originario de Mongolia y el Cáucaso sobre unas criaturas salvajes. La palabra misma significa “hombre salvaje”; se dice que son seres trogloditas, de largos cabellos rojos en todo el cuerpo, frentes abultadas y comportamiento totalmente primitivo.
Numerosos testimonios han sido recogidos en los países que comprenden la cordillera del Pamir, donde es nombrado con diferentes nombres: En Kazajistán se le conoce como Ksygyik, en Tayikistán es conocido  como Golub-yavan, Barmanu en Afghanistán y Pakistán. John Colarusso, lingüista especializado en las lenguas caucásicas, encontró numerosos relatos en los que se hablaba de criaturas <<medio bestia medio hombre>> que se encontraban en las zonas boscosas y que para los habitantes de la zona no era ni folklore ni mitos si no un ser real.
Myra Shackley que ha dedicado gran parte de su vida al estudio de los homínidos asiáticos los describe de la siguiente manera:

Los almas, no están dotados de poderes sobrenaturales y la gente local no les teme. son vistos como formas diferentes, más primitivas, de hombre cuya presencia en un área apenas es causa de atención.

Algunos criptozoólogos y la hominología afirman que son supervivientes del neanderthal. Así Dmitry Bayanov, Igor Bursev y Mikhail Trachtengerts se dedicaron a demostrar la existencia de dichos neandertales en el Cáucaso.

## Testimonios e investigaciones
En el “Libro de Medicina Tibetana” se enumeraron todos los animales conocidos por los tibetanos. No es como el bestiario medieval que contiene seres míticos; contiene solamente animales reales, existentes, científicamente palpables excepto dos: los yetis y los almas. Es muy extraño [cita requerida] que los tibetanos pusieran en un libro que, a pesar de ser antiguo, es a todas luces un registro científico de la fauna local, a dos seres mitológicos, a no ser que hayan sido realmente parte de la fauna local.
Hay reportes de exploradores europeos desde 1430. En este año, Hans Schiltberger reportó sus avistamientos de estas criaturas mientras era prisionero del Khan mongol. Nikolai Przhevalsky reportó a estos seres en Mongolia en 1871.[cita requerida]

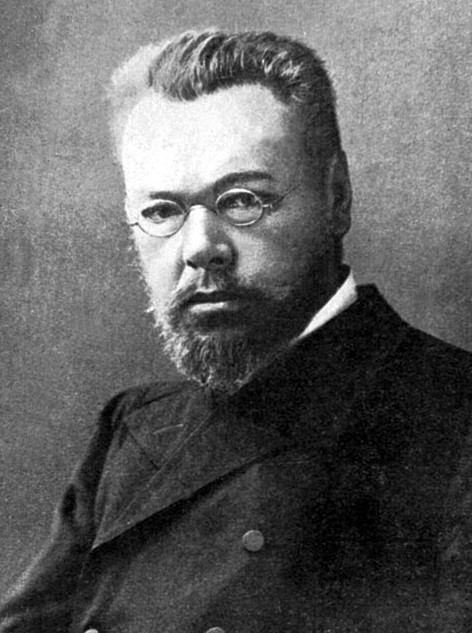
Konstatin Satunin

Las Almas en la región del Cáucaso son conocidas también como Biaban-guli y en 1899 el zoólogo ruso Konstantin Satunin vio uno en las montañas Talysh, al sur del Cáucaso, en donde testifica que "dicha criatura tiene totalmente movimientos humanos".
En 1929, una pequeña tropa del ejército soviético buscaba a un grupo de soldados enemigos, que supuestamente se escondían en una apartada caverna en la actual frontera con Kazajistán. Al llegar a dicho sitio, oyeron extraños ruidos que provenían del interior de la caverna donde después un humanoide similar a un neandertal atacó a los soldados, quienes le dieron muerte. También en 1941 tropas soviéticas capturaron vivo en Daguestán a un hombre salvaje al que tuvieron que disparar cuando se vieron atacados por el enemigo. El cadáver fue examinado por el coronel Karapetyan que lo describió como un ser humano que estaba totalmente cubierto de pelo marrón.
En la década de 1950 el antropólogo Y.I. Merezhinski escuchó relatos en Azerbaiyán sobre el kaptar, una criatura cubierta de pelo blanco y de constitución delgada que habitaba las montañas boscosas. Merezhinski, en su investigación, logró avistar uno al que disparó, pero logró huir ileso.
A finales de los cincuenta y principios de los sesenta, Yöngsiyebü Rinchen, lingüista birmano, fue el primero en analizar las pruebas físicas y los testimonios en Mongolia, pero no se conservan nada actualmente de esas pruebas. Rinchen delimitaba el hábitat de los almas a cuatrocientos kilómetros cuadrados entre las montañas doradas de Altái y el desierto de Gobi. 
Emanuel Vlček, antropólogo checo, organizó una expedición a Mongolia con fines arqueológicos y antropológicos en 1958. En una universidad lamaísta encontró un libro titulado Diccionario anatómico para reconocer varias enfermedades escrito por Lovsan-Yondon y Tsend-Otcher en el Siglo XVIII con ilustraciones de primates escalando montañas y a pie de dichas ilustraciones <<hombre salvaje>> en chino, tibetano y mongol. Ya en el Siglo XIX, en una nueva edición del Diccionario aparecen nuevas ilustraciones de la misma criatura acompañadas del texto <<El hombre salvaje vive en las montañas, su origen es cercano al del oso, su cuerpo parece el del hombre y tiene una fuerza enorme>>.
También en 1958, en la Academia de Ciencias de la URSS tras las noticias del Yeti en el Himalaya, Borís Pórshnev y A.G. Pronin presentaron un escrito en el que se informaba de la existencia de un almasti en la cordillera del Pamir. Tras el informe se creó una Comisión que organizó una expedición que duró nueve meses a la zona de Tayikistán y que al no conseguir ningún resultado de interés fue disuelta. La prensa soviética concluyó que la Ciencia comunista había demostrado que el almasti no existía y que todo era una excusa de Occidente para espiar las zonas de influencia soviética.
Aun así, Pórshnev que había criticado la expedición debidó a que según él no se dirigió a la zona adecuada, que no iba ningún primatologo en ella y que se trataba sobre todo de una expedición biogeográfica; organizó mensualmente desde 1960 un seminario mensual en el que tanto científicos como aficionados al tema participaban. Además publicó una monografía titulada Estado Actual del tema acerca de los homínidos relictos en 1963 y junto a Bernard Heuvelmans L'Homme de Néanderthal est toujours vivant en 1974.
Según los criptozoólogos, el pediatra Iván Ivlovs estudió una familia entera de almas en 1960[cita requerida]. 
En 1964 Dmitry Bayanov comandó una expedición a  la República Kabardia-Balkaria donde recogió numerosos testimonios de personas que afirmaban haber visto "diablos" a los que llamaban por distintos nombres: almasti, mozylkh, kaptar, gul o shaitan.
Maria-Zhanna-Koffmann, que ya había participado en la expedición de 1958, realizó una expedición en 1984 por Armenia, Georgia y el sur de Rusia y otra en 1992 al Pamir en la que se recogieron muestras de excrementos y pelos. También se hicieron moldes de huellas. En el informe se puede leer:<<Llegando tarde por treinta o cuarenta años, somos testigos del fin del humanoide del Cáucaso. Los restos de una población recientemente numerosa consisten solo en individuos separados que vagan en solitario entre fragmentos de su habitat>>.
En los posteriores artículos escritos por Koffmann para la publicación Archéologia los describe como un Neandertal superviviente cuyo modo de vida es familiar, que realiza lechos de hierba y capaz de realizar nudos; según los testimonios recogidos.
Algunas publicaciones refieren a la captura y domesticación de un Alma en donde en 1850 se hace referencia a haber incluso procreado con humanos. En Abjasia, Cáucaso, en 1850, supuestamente fue atrapada una mujer alma. Se habría resistido salvajemente al cautiverio, pero finalmente fue “domada”. Se la habría llamado Zana y sostuvo relaciones con uno de los hombres de la villa, dando a luz a varios niños que en su mayoría morían muy pequeños. De hecho el almasti al que hace referencia Pórshnev, a diferencia del Yeti y el Sasquatch, había tenido una interacción benigna y benéfica con el campesinado. Esta visión del historiador y sociólogo soviético demostraría su teoría evolucionista y materialista del comportamiento humano que parte de la base de que el socialismo puede explicar los rasgos de la evolución a partir del trabajo.

## Cultura popular
El novelista Michael Crichton recrea la posibilidad de que un grupo de hombres de Neandertal hubieran sobrevivido en las estepas rusas y levanta una polémica ficticia sobre ello en su novela Devoradores de cadáveres.